# Aga Khan Development Network
Aga Khan Development Network (с англ. — «Сеть Ага-хана по развитию»), сокр. AKDN — это сеть частных, неконфессиональных агентств по развитию, основанных Ага-ханом, которые работают в основном в беднейших частях Азии и Африки.

## Агентства AKDN
Агентства AKDN работают над ликвидацией глобальной бедности; продвижением и внедрением плюрализма; улучшением положения женщин; и почитанием исламского искусства и архитектуры.
Светские институты развития Ага-хана, такие как AKDN и AKRSF, предоставляют услуги и направляют устойчивое развитие по всему миру.
Общая цель агентств состоит в том, чтобы помочь бедным достичь уровня самообеспечения, при котором они смогут планировать свои собственные средства к существованию и помогать тем, кто ещё более нуждается, чем они сами. Для выполнения своих мандатов учреждения AKDN полагаются на добровольцев, а также на оплачиваемых специалистов.
AKDN фокусируется на гражданском обществе с помощью программы «Гражданское общество». Ряд организаций спонсируется Всемирным банком с помощью партнёрских фондов.

## Развитие сельских районов
В Гилгит-Балтистане, Пакистан, Фонд Ага-хана играет центральную роль в оказании помощи всей деревне или группе деревень в повышении уровня их жизни.
Фонд Ага-хана (англ. Aga Khan Foundation, AKF) стремится помочь смягчить нехватку образования и продовольствия в нескольких обездоленных восточноафриканских общинах. AKF сотрудничает с организациями в сельских районах Кении и Танзании, чтобы увеличить их экономический потенциал. В рамках программ в Кении было построено более 120 плотин и небольших фермерских водохранилищ, чтобы помочь увеличить доступность воды, а также водопроводные трубы для школ и больниц. Программы в Танзании были сосредоточены на оказании помощи фермерам в обучении методам устойчивого ведения сельского хозяйства в их суровом и непредсказуемом климате. С помощью этих программ AKF надеется повысить урожайность сельского хозяйства и доходы для заброшенных сельских регионов в обеих странах.

## Философия AKDN
Мандат Сети Ага-хана по развитию заключается в улучшении качества жизни наиболее уязвимых слоёв населения. Этот мандат направляет сеть учреждений AKDN, действующих в более чем 35 слаборазвитых странах, для оказания поддержки в области здравоохранения, образования и экономики. При этом они стремятся стать символом надежды для людей, находящихся в неблагоприятном положении. Некоторые специалисты считают, что AKDN формирует значительное гуманитарное влияние Ага-хана IV и его глобальной общины.
Освещая функции и философию AKDN:

Участие имамата в развитии руководствуется исламской этикой, которая соединяет веру и общество. Именно исходя из этой предпосылки, я основал Сеть развития Ага-хана. Эта сеть агентств, известная как AKDN, уже давно действует во многих районах Азии и Африки, чтобы улучшить качество жизни всех, кто там живёт. В этих районах проживают одни из самых бедных и разнородных групп населения в мире— Основное выступление Ага-хана на Конференции руководителей Канады, организованной генерал-губернатором, 9 мая 2004 года

## Партнёры
AKDN сотрудничает с учреждениями-единомышленниками в разработке, реализации и финансировании проектов инновационного развития. Среди партнёров были правительства многих стран: Афганистан, Австралия, Канада, Кот-д'Ивуар, Чехия, Дания, Демократическая Республика Конго, Египет, Финляндия, Франция, Германия, Греция, Индия, Япония, Кения, Казахстан, Кыргызстан, Малайзия, Мали, Мозамбик, Нидерланды, Новая Зеландия, Норвегия, Пакистан, Португалия, Испания, Швеция, Швейцария, Сирия, Таджикистан, Танзания, Занзибар, Уганда, Великобритания и многие правительственные учреждения в Соединённых Штатах.